# Izquierda Socialista
A Izquierda Socialista (IS) é um partido político da Argentina de orientação trotskista fundado em novembro de 2006. O partido é a seção argentina da Unidade Internacional dos Trabalhadores - Quarta Internacional (UIT-QI), corrente internacional que reivindica o legado do dirigente e militante socialista Nahuel Moreno. A Izquierda Socialista também é um dos principais partidos que compõe a Frente de Izquierda y los Trabajadores, uma importante frente eleitoral trotskista.
A Izquierda Socialista surgiu de uma cisão ocorrida em novembro de 2006 do Movimento Socialista dos Trabalhadores (MST), organização fundada em 1992. A IS se considera herdeira política do Partido Socialista dos Trabalhadores (PST), fundado na década de 1970 e do Movimento para o Socialismo (MAS) dos anos 1980.